# Голова Арля
Голова Арля (также Глава Арля, Голова из Арля) — представляет собой фрагмент римской мраморной статуи из двух частей, обнаруженных в руинах античного Театра в Арелате в 1823 году во время раскопок в нём.
Голова, вероятно, изображает Венеру (Афродиту) и представляет собой иконографический тип под названием Aspremont-Lynden/Arles; находится в настоящее время в Античном музее Арля, являясь экспонатом его постоянной выставки с инвентарным номером FAN.92.00.405.

## История и описание
Дошедший до нас бюст высотой 57 см, вероятно, был частью полностью одетого тела; одежды были покрыты краской, волосы — позолочены. Он был обнаружен одновременно с барельефом, изображающим Аполлона и Марсия, при выполнении строительных работ и затем раскопок на месте античного театра. Учитывая место нахождения фрагмента, историки искусства считают, что это часть неизвестной скульптуры Венеры, так как около этого места около двухсот лет назад была обнаружена статуя «Венеры Арльской». Как и у Венеры из Арля, в передней части головы найденной скульптуры имеется отверстие, которое, вероятно, служило для крепления диадемы. Этот факт, возможно, говорит о том, что статуи были созданы парными.

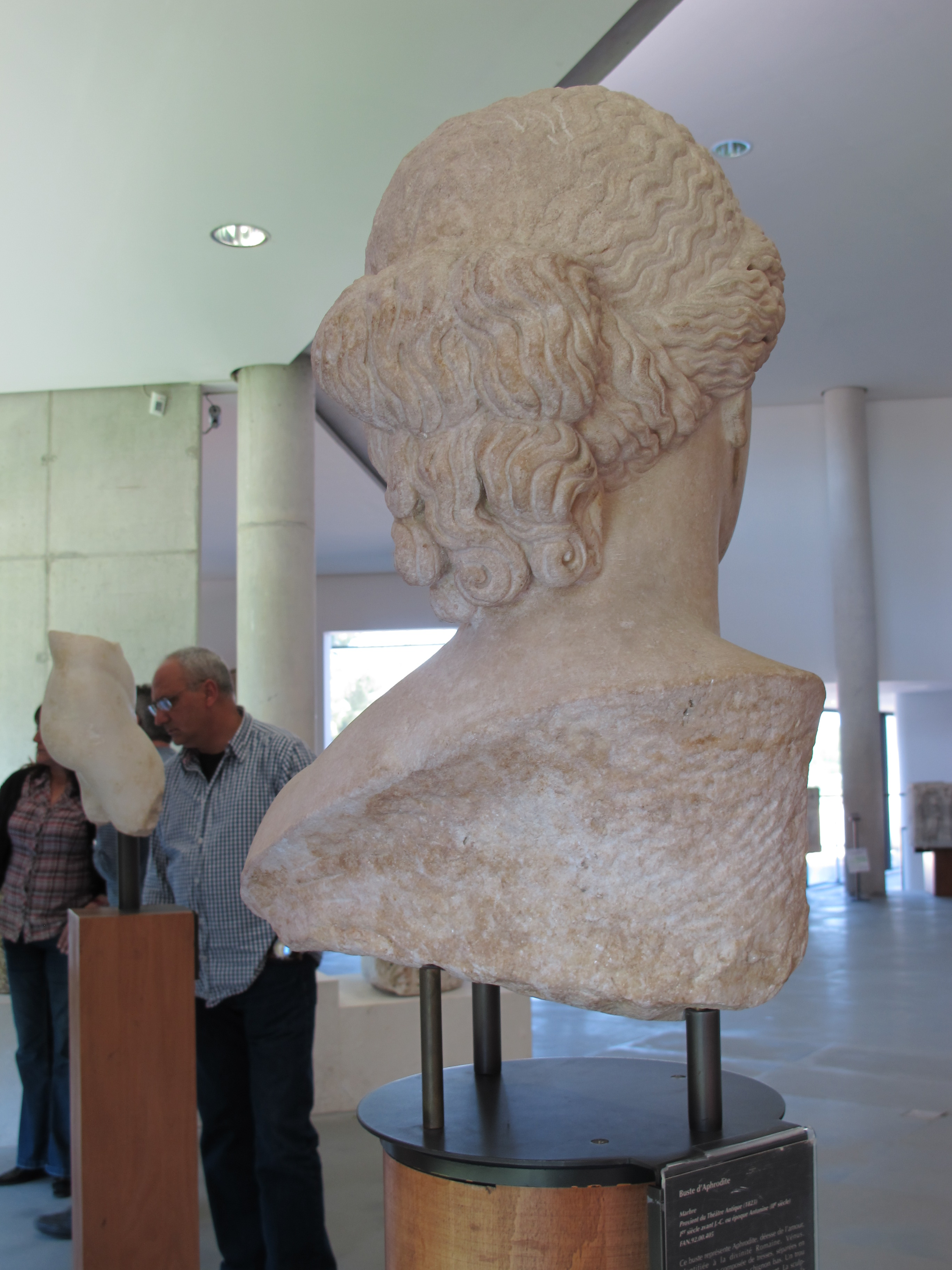
Вид бюста со спины

Эти две статуи являются частью постоянной коллекции музея Античном музее Арля с момента его создания в 1995 году. До этого они были выставлены в Музее художественных промыслов в Арле. Бюст «Голова Арля» в 1861 году был представлен на выставке изящных искусств в Марселе.
Из-за высокого художественного качества бюста была установлена связь головы с греческими статуями конца V или начала IV века до н. э. Доктор археологии Сесиль Карриер (Cécile Carrier) из Университета Прованса утверждает, что эта работа, вероятно, основан на модели, которая предшествовала Праксителю, согласившись с позицией, ранее выдвинутой французским археологом Саломоном Рейнахом. Другие учёные, в числе которых Антонио Корсо (Antonio Corso), связывают эту работу со скульптурой Фрины из Феспии тоже работы Праксителя. Так или иначе, все ученые сходятся во мнении, что «Голова Арля» является римской копией, сделанной в период не позднее правления Антонинов и, скорее всего, в период Октавиана Августа (I век н. э.).
Ранее голова идентифицировалась как изображение императрицы Ливии, и поэтому некоторое время её назвали «Головой Ливии». Были и другие версии, сравнивающие «Голову Арля» с произведениями других скульпторов.